# Élections régionales de 1998 en Bretagne
Pour un article plus général, voir Élections régionales françaises de 1998.
Les élections régionales en Bretagne se déroulent le 15 mars 1998.

## Mode de scrutin
Les conseillers régionaux sont élus au scrutin de liste à la représentation proportionnelle suivant la règle de la plus forte moyenne, en un seul tour.
Chaque département forme une circonscription : les sièges sont répartis entre les listes ayant obtenu plus de 5 % des suffrages exprimés.
Ils sont attribués selon l'ordre de présentation sur la liste.

## Listes et candidats

### Extrême gauche
Alors que Lutte ouvrière présente des listes dans les quatre départements, la Ligue communiste révolutionnaire (LCR) ne présente des listes qu'en Ille-et-Vilaine. Dans le Finistère, plusieurs mouvements, le Mouvement rouge et vert, Une Autre Gauche pour l'Avenir, Brest à gauche autrement, la LCR départementale et L'Autre Gauche du Finistère forment une liste commune.

### Gauche plurielle
Des listes d'union sont formées entre le Parti socialiste (PS), le Parti communiste français (PCF) et les Verts, dans l'ensemble des départements, à l'exception du Finistère, où seuls le PS et le PCF font liste commune et où les Verts présentent une liste autonome.

### Écologistes
Génération écologie (GE) présente des listes dans tous les départements à l'exception de l'Ille-et-Vilaine, département dans lequel, Brice Lalonde se voit offrir une place sur la liste RPR-UDF. Cela mène à la constitution d'une liste dissidente conduite par un conseiller régional sortant. Dans ce département, deux autres listes écologistes sont en compétition, dont l'une, nommée Rassemblement utile à tous, conduite par un propriétaire de bar rennais, qui met en avant « la sauvegarde de la galette saucisse bretonne ».

### Droite
Alors que le président sortant du conseil régional, Yvon Bourges, ne se représente pas, les différents partis de droite se disputent sa succession. L'arbitrage des états-majors parisiens du Rassemblement pour la République (RPR) et de l'Union pour la démocratie française (UDF) mène à la désignation de Josselin de Rohan (RPR). Ce choix conduit à la formation de listes dissidentes dans le Finistère (dissidence UDF) et en Ille-et-Vilaine (dissidence des deux partis),.

## Résultats

### Global
| Liste          | Liste                                                                 | Voix      | %      | Sièges (83) | Sièges (83) |
| Liste          | Liste                                                                 | Voix      | %      | #           | %           |
| -------------- | --------------------------------------------------------------------- | --------- | ------ | ----------- | ----------- |
|                | Gauche plurielle                                                      | 432 881   | 35,55  | 34          | 40,96       |
|                | Rassemblement pour la République - Union pour la démocratie française | 420 585   | 34,54  | 34          | 40,96       |
|                | Front national                                                        | 100 829   | 8,28   | 7           | 8,43        |
|                | Lutte ouvrière                                                        | 53 425    | 4,39   | 1           | 1,20        |
|                | Divers droite                                                         | 43 460    | 3,57   | 4           | 4,82        |
|                | Chasse, pêche, nature et traditions                                   | 36 079    | 2,96   | 1           | 1,20        |
|                | Extrême gauche                                                        | 30 609    | 2,51   | 2           | 2,41        |
|                | Union démocratique bretonne                                           | 28 115    | 2,31   |             |             |
|                | Génération écologie                                                   | 27 227    | 2,24   |             |             |
|                | Divers écologistes                                                    | 23 326    | 1,92   |             |             |
|                | Divers                                                                | 21 161    | 1,74   |             |             |
|                |                                                                       |           |        |             |             |
| Inscrits       | Inscrits                                                              | 2 147 018 | 100,00 |             |             |
| Abstentions    | Abstentions                                                           | 875 254   | 40,77  |             |             |
| Votants        | Votants                                                               | 1 271 764 | 59,23  |             |             |
| Blancs ou nuls | Blancs ou nuls                                                        | 54 157    | 2,52   |             |             |
| Exprimés       | Exprimés                                                              | 1 217 697 | 56,71  |             |             |

### Côtes-d'Armor
| Tête de liste Étiquette politique (partis et alliances) | Tête de liste Étiquette politique (partis et alliances) | Tour unique | Tour unique | Sièges | Sièges |  |
| Tête de liste Étiquette politique (partis et alliances) | Tête de liste Étiquette politique (partis et alliances) | Voix        | %           | Nombre | %      |  |
| ------------------------------------------------------- | ------------------------------------------------------- | ----------- | ----------- | ------ | ------ |  |
|                                                         | Marie-Reine Tillon Parti socialiste (PCF - Les Verts)   | 95 480      | 37,75       | 7      | 43,75  |  |
|                                                         | Yvon Bonnot Union pour la démocratie française (RPR)    | 85 832      | 33,94       | 6      | 37,50  |  |
|                                                         | Jean-Luc de Trogoff Front national                      | 18 300      | 7,24        | 1      | 6,25   |  |
|                                                         | Martial Collet Lutte ouvrière                           | 13 017      | 5,15        | 1      | 6,25   |  |
|                                                         | Gabriel Lopez Chasse, pêche, nature et traditions       | 12 894      | 5,10        | 1      | 6,25   |  |
|                                                         | Robert Pédron Union démocratique bretonne               | 10 329      | 4,08        |        |        |  |
|                                                         | Yvette Minel Génération écologie                        | 9 759       | 3,86        |        |        |  |
|                                                         | Gérard Gautier Divers (Blanc c'est exprimé)             | 7 318       | 2,89        |        |        |  |
|                                                         |                                                         |             |             |        |        |  |
| Inscrits                                                | Inscrits                                                | 422 597     | 100,00      |        |        |  |
| Votants                                                 | Votants                                                 | 264 575     | 62,61       |        |        |  |
| Exprimés                                                | Exprimés                                                | 252 929     | 95,60       |        |        |  |

- Conseillers régionaux élus
  - Parti socialiste - Parti communiste français - Les Verts (7) :
Marie-Reine Tillon (PS) - Michel Brémont (PS) - Gérard Lahellec (PCF) - Michel Balbot (Les Verts) - Michel Morin (PS) - Marie-Renée Oget (PS) - Josiane Corbic (PCF)
  - Union pour la démocratie française - Rassemblement pour la République (6) :
Yvon Bonnot (UDF-FD) - Jean Hélias (RPR) - Bruno Joncour (UDF) - Daniel Pennec (RPR) - Marc Le Fur (RPR) - Jean-Yves Le Bas (UDF)
  - Front national (1) :
Jean-Luc de Trogoff
  - Lutte ouvrière (1) :
Martial Collet
  - Chasse, pêche, nature et traditions (1) :
Gabriel Lopez

### Finistère
| Tête de liste Étiquette politique (partis et alliances) | Tête de liste Étiquette politique (partis et alliances)   | Tour unique | Tour unique | Sièges | Sièges |  |
| Tête de liste Étiquette politique (partis et alliances) | Tête de liste Étiquette politique (partis et alliances)   | Voix        | %           | Nombre | %      |  |
| ------------------------------------------------------- | --------------------------------------------------------- | ----------- | ----------- | ------ | ------ |  |
|                                                         | Ambroise Guellec Union pour la démocratie française (RPR) | 124 400     | 34,56       | 10     | 40,00  |  |
|                                                         | François Cuillandre Parti socialiste (PCF)                | 110 185     | 30,61       | 9      | 36,00  |  |
|                                                         | Olivier Morize Front national                             | 27 799      | 7,72        | 2      | 8,00   |  |
|                                                         | Gilles Meurice Extrême gauche (Tous ensemble à gauche)    | 25 798      | 7,17        | 2      | 8,00   |  |
|                                                         | Jean-Yves Cozan diss. Union pour la démocratie française  | 24 476      | 6,80        | 2      | 8,00   |  |
|                                                         | Gérard Borvon Les Verts                                   | 17 092      | 4,75        |        |        |  |
|                                                         | André Cherblanc Lutte ouvrière                            | 12 402      | 3,45        |        |        |  |
|                                                         | Roger « Ronan » Leprohon (br) Union démocratique bretonne | 9 979       | 2,77        |        |        |  |
|                                                         | Bernard Bruillot Génération écologie                      | 7 868       | 2,19        |        |        |  |
|                                                         |                                                           |             |             |        |        |  |
| Inscrits                                                | Inscrits                                                  | 626 923     | 100,00      |        |        |  |
| Votants                                                 | Votants                                                   | 372 653     | 59,44       |        |        |  |
| Exprimés                                                | Exprimés                                                  | 359 999     | 96,60       |        |        |  |

- Conseillers régionaux élus
  - Union pour la démocratie française - Rassemblement pour la République (10) :
Ambroise Guellec (UDF) - Hélène Tanguy (RPR) - Marguerite Lamour (UDF) - Jacques Berthelot (RPR) - Christian Ménard (UDF) - Adrien Kervella (RPR) - Jean-François Garrec (RPR) - Dominique de Calan (RPR) - Philippe Le Roux (RPR) - Joël Marchadour (RPR)
  - Parti socialiste - Parti communiste français (9) :
François Cuillandre (PS) - Marylise Lebranchu (PS) - Gérard Mevel (PS) - Piero Rainero (PCF) - Yolande Boyer (PS) - Danny Bellour (PS) - Marc Labbey (PS) - Jean-Pierre Thomin (PS) - Jacques Maire (PS)
  - Front national (2) :
Olivier Morize - Claudine Dupont-Tingaud
  - Tous ensemble à gauche (2) :
Gilles Meurice - Arnaud Hell
  - Divers droite - Union pour la démocratie française diss. (2) :
Jean-Yves Cozan (UDF) - Bernard de Cadenet (RPR)

### Ille-et-Vilaine
| Tête de liste Étiquette politique (partis et alliances) | Tête de liste Étiquette politique (partis et alliances)                            | Tour unique | Tour unique | Sièges | Sièges |  |
| Tête de liste Étiquette politique (partis et alliances) | Tête de liste Étiquette politique (partis et alliances)                            | Voix        | %           | Nombre | %      |  |
| ------------------------------------------------------- | ---------------------------------------------------------------------------------- | ----------- | ----------- | ------ | ------ |  |
|                                                         | Jean-Michel Boucheron Parti socialiste (PCF - Les Verts - Mouvement Rouge et Vert) | 99 105      | 32,08       | 10     | 41,67  |  |
|                                                         | Marie-Thérèse Boisseau Union pour la démocratie française (RPR - GÉ)               | 95 502      | 30,92       | 10     | 41,67  |  |
|                                                         | Pierre Maugendre Front national                                                    | 24 320      | 7,84        | 2      | 8,34   |  |
|                                                         | Auguste Génovèse diss. Union pour la démocratie française (Initiative 35)          | 18 984      | 6,15        | 2      | 8,34   |  |
|                                                         | Raymond Madec Lutte ouvrière                                                       | 14 860      | 4,81        |        |        |  |
|                                                         | Raymond Marie Chasse, pêche, nature et traditions                                  | 11 766      | 3,81        |        |        |  |
|                                                         | Paul Renaud Divers écologiste                                                      | 10 680      | 3,46        |        |        |  |
|                                                         | Jacques Ars Divers (Rassemblement utile à tous)                                    | 8 074       | 2,61        |        |        |  |
|                                                         | Henri Gourmelen Union démocratique bretonne                                        | 7 807       | 2,53        |        |        |  |
|                                                         | Gilles Guéguen Divers (Chômeurs)                                                   | 5 074       | 1,64        |        |        |  |
|                                                         | Yves Juin Ligue communiste révolutionnaire                                         | 4 811       | 1,56        |        |        |  |
|                                                         | Yves Le Roux Divers écologiste (Convention régionale Bretagne écologie)            | 4 572       | 1,48        |        |        |  |
|                                                         | Guy Caro Régionaliste                                                              | 3 426       | 1,11        |        |        |  |
|                                                         |                                                                                    |             |             |        |        |  |
| Inscrits                                                | Inscrits                                                                           | 589 313     | 100,00      |        |        |  |
| Votants                                                 | Votants                                                                            | 326 145     | 55,34       |        |        |  |
| Exprimés                                                | Exprimés                                                                           | 308 891     | 94,71       |        |        |  |

- Conseillers régionaux élus
  - Parti socialiste - Parti communiste français - Les Verts - Mouvement Rouge et Vert (10) :
Jean-Michel Boucheron (PS) - Jean-Claude du Chalard (PS) - Isabelle Thomas (PS) - Paul Lespagnol (PCF) - Jean-Louis Merrien (Les Verts) - Jacques Faucheux (PS) - Annie Le Poëzat-Guiner (PS) - Élisabeth Burel (PS) - Jean-René Marsac (PS) - Henri Gallais (PS)
  - Union pour la démocratie française - Rassemblement pour la République - Génération écologie (10) :
Marie-Thérèse Boisseau (UDF) - Gérard Pourchet (UDF) - Yvon Jacob (RPR) - Annie Davy (UDF) - Brice Lalonde (GÉ) - Claude Champaud (RPR) - Henri-Jean Lebeau (UDF) - Michèle Le Roux (RPR) - Dominique de Legge (DVD) - Georges Magnant (UDF)
  - Front national (2) :
Pierre Maugendre - Jacques Doré
  - Divers droite - Union pour la démocratie française diss. (2) :
Auguste Génovèse (DVD) - Jean-Pierre Dagorn (UDF)

### Morbihan
| Tête de liste Étiquette politique (partis et alliances) | Tête de liste Étiquette politique (partis et alliances)                                  | Tour unique | Tour unique | Sièges | Sièges |  |
| Tête de liste Étiquette politique (partis et alliances) | Tête de liste Étiquette politique (partis et alliances)                                  | Voix        | %           | Nombre | %      |  |
| ------------------------------------------------------- | ---------------------------------------------------------------------------------------- | ----------- | ----------- | ------ | ------ |  |
|                                                         | Josselin de Rohan Rassemblement pour la République (UDF)                                 | 114 851     | 38,83       | 8      | 44,45  |  |
|                                                         | Jean-Yves Le Drian Parti socialiste (PCF - Les Verts)                                    | 111 019     | 37,53       | 8      | 44,45  |  |
|                                                         | René-Marie Boin Front national                                                           | 30 410      | 10,28       | 2      | 11,11  |  |
|                                                         | Cyril Le Bail Lutte ouvrière                                                             | 13 146      | 4,44        |        |        |  |
|                                                         | Christian Guyonvarc'h Union démocratique bretonne                                        | 11 419      | 3,86        |        |        |  |
|                                                         | Claude Landa Génération écologie                                                         | 9 600       | 3,25        |        |        |  |
|                                                         | Alain Malarde Régionaliste (Les socio-professionnels s'engagent pour une Bretagne forte) | 5 343       | 1,81        |        |        |  |
|                                                         |                                                                                          |             |             |        |        |  |
| Inscrits                                                | Inscrits                                                                                 | 508 185     | 100,00      |        |        |  |
| Votants                                                 | Votants                                                                                  | 308 391     | 60,68       |        |        |  |
| Exprimés                                                | Exprimés                                                                                 | 295 788     | 58,20       |        |        |  |

- Conseillers régionaux élus
  - Rassemblement pour la République - Union pour la démocratie française (8) :
Josselin de Rohan (RPR) - Joseph Kergueris (UDF) - Paul Anselin (UDF) - Dominique Yvon (RPR) - Annick Guillou-Moinard (UDF) - Maryannick Guiguen (DVD) - Olivier Buquen (UDF) - Marc Kerrien (RPR)
  - Parti socialiste - Parti communiste français - Les Verts (8) :
Jean-Yves Le Drian (PS) - Odette Herviaux (PS) - Micheline Rakotonirina (PS) - Serge Morin (PCF) - Pierre Victoria (PS) - André Guillais (Les Verts) - Jean-Pierre Le Roch (PS) - Marie-Françoise Durand-Macudzinski (PCF)
  - Front national (2) :
René-Marie Boin - Anne-Marie Kerleo